# Hadéloge de Kitzingen
Sainte Hadéloge de Kitzingen, également connue sous les noms de Hadeloga et Adela, est une sainte allemande.

## Biographie
Son père est Charles Martel, un homme d'État et chef militaire franc,. Elle est une princesse  et « d'une beauté singulière ». On la recherchait en mariage, mais elle refuse, préférant se consacrer à Dieu. Son père la traite avec « une brutalité étudiée et des insultes publiques », elle se rend chez son aumônier, qui est également son directeur spirituel, pour obtenir du soutien et des conseils, alors Martel les expulse tous deux de son palais. Ils se rendent à Kitzingen, dans l'actuelle Bavière, un « endroit sauvage et désert », où ils construisent un couvent. Elle est nommée première abbesse du couvent ; le couvent attirait les vierges et est tenu de suivre les règles de saint Benoît et de sainte Scholastique. Martel s'est ensuite réconcilié avec Hadéloge et lui a rendu visite, et lui fait don de terres pour son couvent.
Sainte Hadéloge est mentionnée dans le Martyrologe bénédictin et dans une ancienne biographie d'elle écrite par un auteur anonyme et publiée par l'hagiographe flamand Jean Bolland. Après sa mort, elle est remplacée au couvent de Kitzingen par sainte Thècle.